# Останній відпочинок Клайда Бракмана (Цілком таємно)

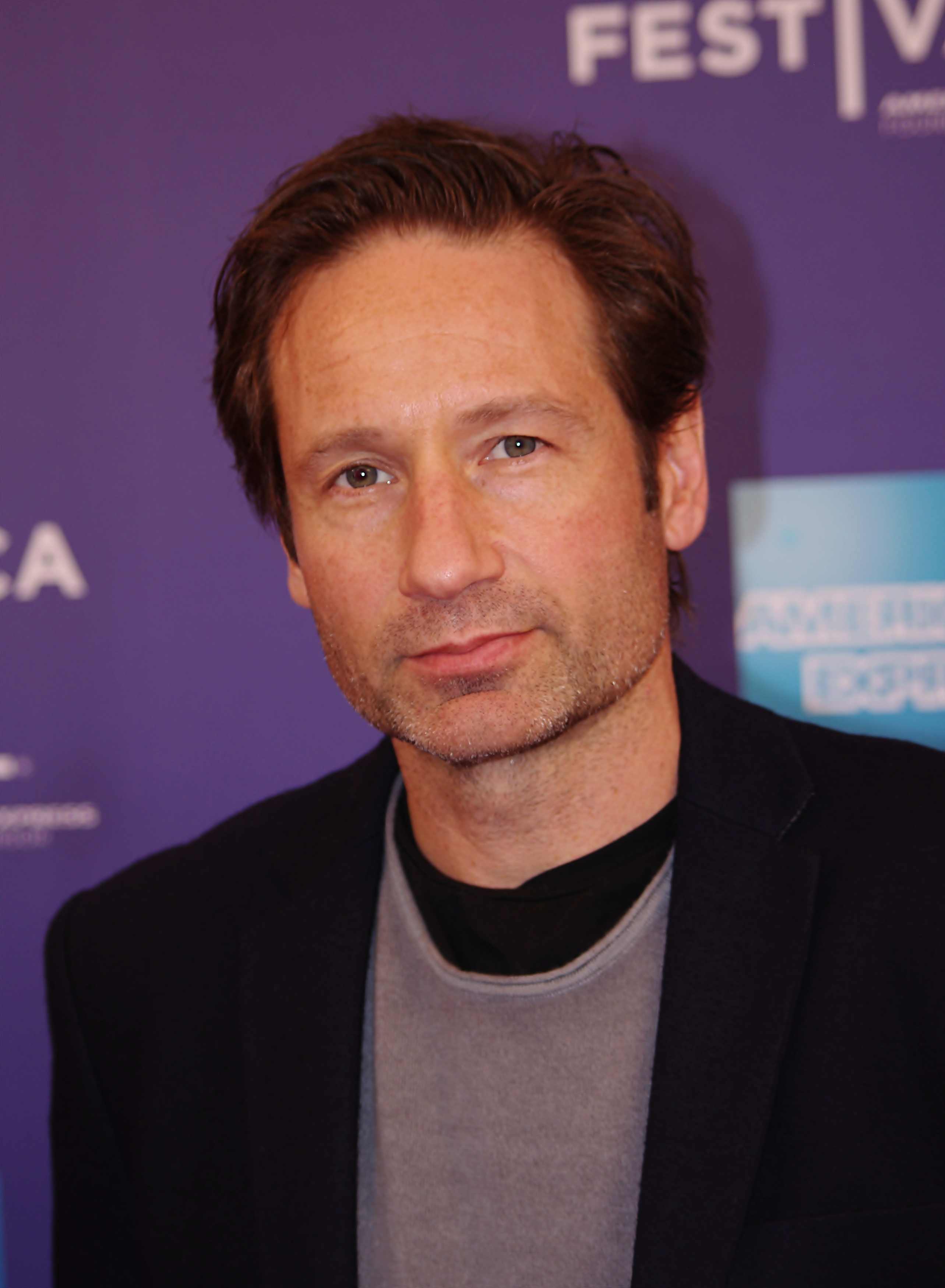

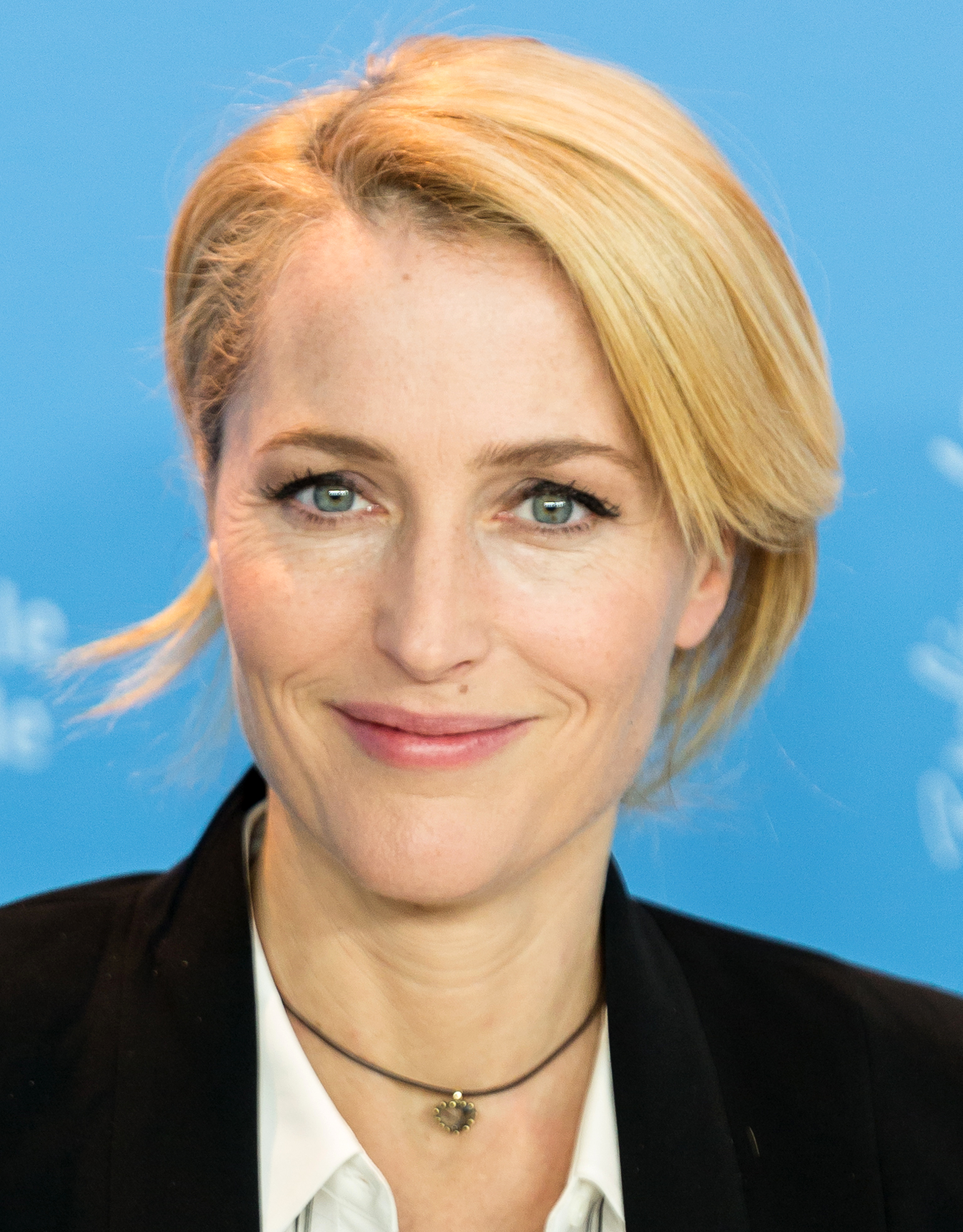

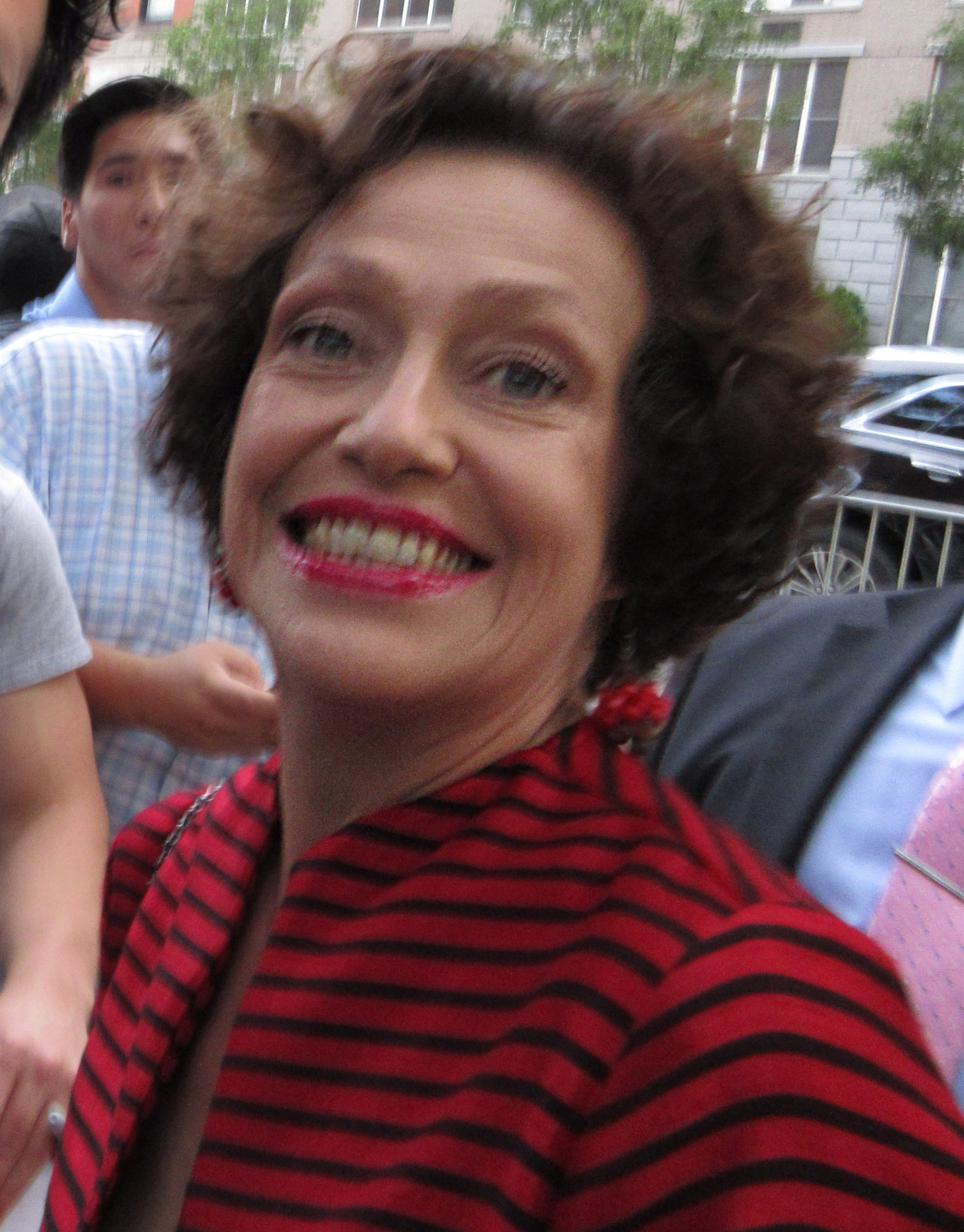

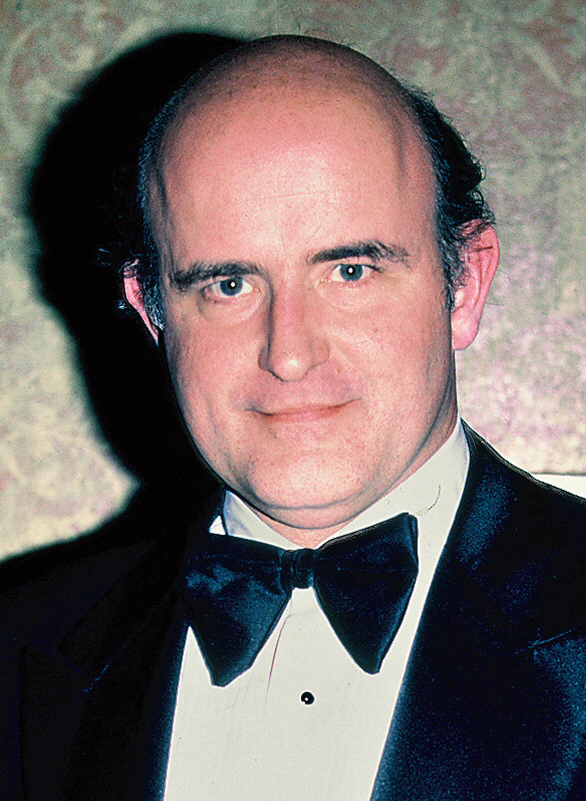

«Останній відпочинок Клайда Бракмана» — четверта серія третього сезону американського науково-фантастичного серіалу «Цілком таємно». Вперше була показана на телеканалі Фокс 13 жовтня 1995 року. Сценарій до нього написав Дерін Морган, а режисером був Девід Наттер. Ця серія отримала рейтинг Нільсена в 10.2 балів і її подивились 15.38 млн осіб. Епізод отримав гарні відгуки від критиків, а деякі назвали її найкращою в серіалі. Серія отримала Премію «Еммі» за найкращий сценарій та найкращого актора.
Серіал розповідає про двох агентів ФБР Фокса Малдера (роль виконав Девід Духовни) та Дейну Скаллі (роль виконала Джилліан Андерсон), які розслідують паранормальні випадки, що називають «файли X». В цьому епізоді агенти розслідують серію вбивств екстрасенсів і ворожок. Їм допомагає Клайд Бракман (роль виконав Пітер Бойл), загадкова і закрита особа, яка має здатність передбачати, як люди будуть помирати.
Дерін Морган хотів написати серію для Секретних матеріалів, у якій один з персонажів скоїть самогубство в кінці. Морган хотів зробити цю серію якомога темнішою та сумнішою. Деякі персонажі названі на честь акторів та сценаристів епохи німого кіно. Цікаво, що в цій серії Бракман передбачить, що Скаллі не помре, що підтвердиться в серії шостого сезону «Тітон».

## Сюжет
В місті Сент-Пол (Міннесота) страховий агент Клайд Бракмен купує в крамниці журнал та лотерейний квиток. Виходячи з крамниці він зіштовхується з невідомою людиною. Ця людина іде до циганки Мадам Зелми, яка передбачає майбутнє по долоні. Після того, як вона йому поворожила, він її вбиває.
Через три дні були знайдені очні яблука та інші нутрощі ворожки в її домі, тіло ж не було знайдене. Агенти Малдер та Скаллі прибувають на місце злочину щоб допомогти місцевим детективам, які також запросили ексцентричного екстрасенса Яппі. Хоча екстрасенс надає дуже розпливчасті деталі, детективи вражені його здібностями, на відміну від агентів. Яппі звинувачує агеннтів у виділенні негативної енергії що блокує його розслідування.
Під час ділової розмови з клієнтами у Бракмена стається видіння автокатастрофи що станеться через 2 роки. Увечері Клайд Бракман виносить сміття і знаходить тіло Мадам Зелми в сміттєвому баку. Коли агенти опитують Бракмена, він розповідає деталі, які могли бути відомі лише тим, хто розслідував вбивство, через що Малдер починає думати, що у страхового агента є екстрасенсорні здібності. Малдер просить Бракмена сходити з ним на місце вбивство ворожки по чайному листю. Завдяки інформації наданій Бракменом, тіло ворожки згодом знаходять в озері Гленв'ю. В поліцейському відділку Малдер вирішує ще раз перевірити екстрасенсорні здібності Бракмена даючи йому різні предмети та питаючи що вони йому «кажуть». Агенти переконуються, що екстрасенсорні здібності Бракмена дозволяють лише дізнатися про деталі смертей людей.
Скаллі приносить брелок, який був на ворожці по чайному листі, і каже, що такі виготовляє фірма Клода Дюкенфілда. Бракмен говорить, що Дюкенфілд помер і збирається показати де лежить його тіло. Агенти разом з Бракманом приїжджають до лісу, і Бракмен водить їх по лісу в пошуках місця, де знаходиться тіло. По дорозі він розповідає, що отримав свою надможливість після смерті Бадді Холлі (хоча він був прихильником Біг Боппера). Врешті вони повертаються до машини і помічають, що тіло знаходиться якраз під машиною. Коли Бракман приходить додому, то він бачить, що вбивця написав йому листа, в якому каже, що вб'є його при першій їх зустрічі та просить передати привіт агентам ФБР. Вбивця, очевидно, має екстрасенсорні здібності, оскільки лист був відправлений до того, як Бракмена залучили до розслідування. Після цього Бракман розповідає, що Малдер скоро помре: він наступить на пиріг на кухні, вбивця підійде ззаду та переріже йому горло. Тим часом вбивця приходить до ворожбита по картах таро, і йому повідомляє, що не розуміє навіщо усе це робить, але скоро все закінчиться із приходом жінки — блондинки чи брюнетки, а можливо і з рудим волоссям. Коли залишається лише одна карта, вбивця каже, що це не для нього, а для ворожбита. Ворожбит перевертає карту, це виявляється карта смерті. Вбивця вбиває ворожбита.
Оскільки вбивця знає адресу Бракмена, його переселяють в готель та приставляють охорону. Скаллі та Бракмен розмовляють. Скаллі питає в Бракмена як вона помре, а він відповідає, що вона не помре. Потім Бракмен розповідає про свою смерть: він у одному ліжку із Скаллі, по його щоці тече сльоза вдячності, і це особливий момент для Скаллі, який вона ніколи не забуде. Коли Скаллі іде, охороняти Бракмена залишається детектив Хавез. Бракмен розповідає про свій щоденний сон — про свою смерть. В коридорі Скаллі зіштовхується з готельним посильним, який несе їжу. Тим часом Хавез іде у вбиральню і каже Бракмену нікому не відчиняти двері. Але коли у двері стукають, Бракмен відчиняє і заходить посильний, який приніс їжу. Посильний виявляється тим самим вбивцею. Він зрадів, коли зрозумів, що за чистою випадковістю, Бракмена поселили саме в той готель, де він працює. Він збирається вбити Бракмена, але тут повертається Хавез, і вбивця убиває його замість Бракмена. Скаллі знаходить на собі такий самий шматок шовку, як і на місцях вбивств. Несподівано Скаллі здогадується, що готельний посильний є вбивцею. Агенти біжать назад в готель. Малдер бачить вбивцю на кухні і біжить за ним. Малдер випадково наступає на пиріг, який впав на підлогу, і на нього нападає вбивця. З'являється Скаллі, яка рятує Малдера, застреливши вбивцю.
Коли агентам не вдалось знайти Бракмена в готелі, вони їдуть до нього додому. Там вони бачать, що Клайд здійснив самогубство, випивши дуже багато пігулок. Тіло Бракмена лежить на ліжку. Скаллі сідає поруч з ним на ліжко. Дейна ледь стримує сльози. Все сталось так, як він і казав.

## Створення
Ця серія була другою із чотирьох для яких Дерін Морган написав сценарій, попередньою була серія «Обман», яка була найбільш гумористичною серією в серіалі. Морган подумав, що в перший раз він написав сценарій «неправильно», тому вирішив виправитися і написати сумну серію. На ідею серії його наштовхнула інший епізод Секретних матеріалів — «За морем», в якій теж головний герой мав екстрасенсорні здібності. Після написання сценарію до серії «Обман» в Моргана почалась депресія, і він використав її для написання частини, в кінці якої головний персонаж покінчить життя самогубством.
Під словами Бракмана, що «Скаллі не помре» малося на увазі — Бракман не хотів засмучувати Скаллі, тому приховав від неї деталі її смерті. Але багато глядачів розтлумачили це так, нібито Скаллі є безсмертною. Також те, що Скаллі не помре, підтвердиться в серії шостого сезону «Тітон».
Жарт про те, що Малдер помре від автоасфіксіофілії (обмеження доступу кисню до легень з метою сексуальної насолоди) був навіяний жартівлими натяками на інтерес Малдера у порнографії в минулих серіях. Також це було навіяне книжкою про розслідування самогубств, прочитаною Морганом. Деякі з персонажів серії названі на честь акторів та сценаристів з епохи німого кіно. Ім'я головного героя Клайд Бракман було дано на честь реального сценариста та режисера німих комедій, який покінчив життя самогубством. Детективи Хаве та Клайн названі на честь сценариста Жана Хавеза та режисера Едді Клайна з епохи німого кіно, а назва готелю «Ле Дамфіно» була назвою човна в їх фільмі.
Спочатку для головної ролі планували залучити Боба Ньюхарта, але потім цю роль отримав Пітер Бойл. Кріс Картер зазвичай не запрошував популярних акторів для зйомок у Секретних матеріалах, але настільки був впевнений в таланті Бойла, що зробив виключення. Персонаж Яппі був спеціально внесений до сценарію для Япа Брокера. Морган описав цього персонажа, як щось на зразок Урі Геллера. Яппі знов з'явиться в серії третього сезону «„Із відкритого космосу“ Джо Чанґа».
Найскладнішим спецефектом в фільмі є розкладання трупа Бракмана. Було знято вісім різних дублів, які потім поєднали. В першому дублі був загримований Бойл, далі розтанулий желатин, і в кінці залізний скелет. Також було знято на 10 хвилин більше ніж потрібно, тому деякі сцени, в основному сцени Бракмана та Скаллі, довелось вирізати.
Якщо майбутнього вже не змінити — навіщо взагалі метушитись?

## Знімались
| Актор             | Роль          |
| ----------------- | ------------- |
| Девід Духовни     | Фокс Малдер   |
| Джилліан Андерсон | Дейна Скаллі  |
| Пітер Бойл        | Клайд Бракман |
| Стюарт Чарно      | убивця        |
| Алекс Дякун       | дилер         |
| Карін Коновал     | Зелма         |
| Грег Андерсон     | фотограф      |